# Dicamptus cantoni
Dicamptus cantoni är en stekelart som beskrevs av Ian D. Gauld och Mitchell 1981. Dicamptus cantoni ingår i släktet Dicamptus och familjen brokparasitsteklar. Inga underarter finns listade i Catalogue of Life.